# Обнорский, Сергей Петрович
Серге́й Петро́вич Обно́рский (14 [26] июня 1888, Санкт-Петербург — 13 ноября 1962, Москва) — русский и советский лингвист, декан историко-филологического факультета (1919) и ФОНа (1920—1921) Пермского университета, академик АН СССР (1939, член-корреспондент с 1931 года). Брат филолога Николая Обнорского.

## Биография
Происходил из мещан. Окончил 10-ю Санкт-Петербургскую гимназию и историко-филологический факультет Санкт-Петербургского университета (1910). Был учеником А. А. Шахматова.
В 1916 году командирован для чтения лекций в Пермское отделение Петроградского университета, а в 1917 году после открытия Пермского университета работал на кафедре славянской филологии историко-филологического факультета в должности профессора.
С января 1919 по июль 1919 года — декан историко-филологического факультета Пермского университета.
В марте 1920 года — выполнял обязанности ректора ПГУ, руководил реэвакуацией ПГУ из Томского университета.
С декабря 1920 по сентябрь 1921 года — декан факультета общественных наук (ФОНа) Пермского университета.
В 1922 году вернулся в Петроградский университет и стал там профессором.
В годы войны Обнорский был первым директором созданного в Москве ИРЯАН (1944—1950) и переехал в Москву. С 1950 года до конца жизни был членом редколлегии 17-томного академического словаря русского языка (так называемого Большого академического, или БАС).

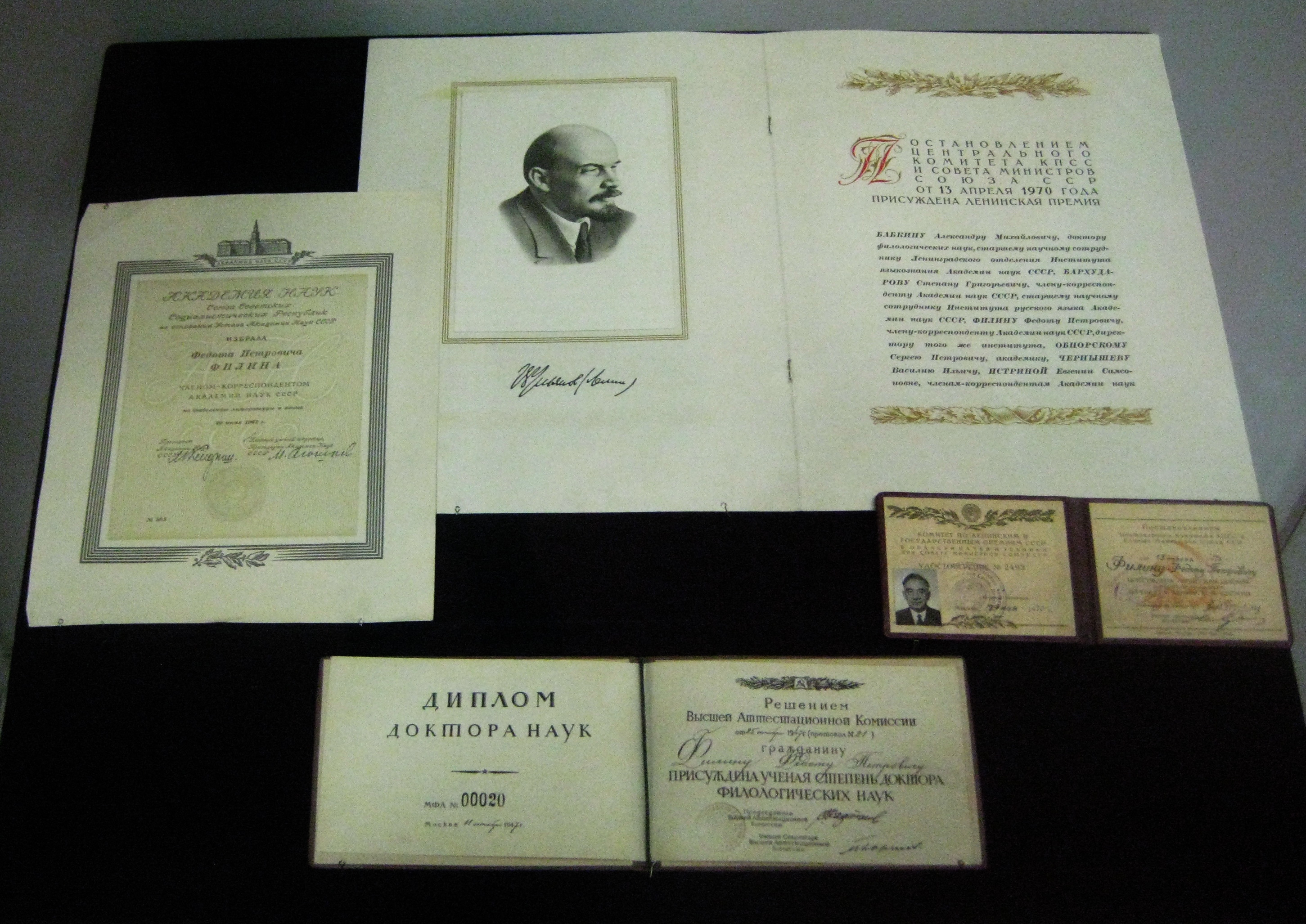
Постановление о присуждении Ленинской премии (1970) в экспозиции Музея Москвы

Исследования Обнорского посвящены прежде всего русской морфологии как в синхронном, так и в историческом освещении. Основные его труды: «Именное склонение в современном русском языке» (вып. 1—2, 1927—1931), «Очерки по морфологии русского глагола» (1953). В его работах используется обширный фактический материал по истории русских словоизменительных форм.
«Очерки по истории русского литературного языка старшего периода» (1946) предлагают концепцию сосуществования в Древней Руси двух литературных языков: церковнославянского (обслуживающего якобы только нужды церкви) и древнерусского литературного. Эта концепция в настоящее время считается устаревшей и вытеснена представлениями о «гибридном» характере древнерусского книжного языка. Тем не менее в этой книге Обнорского содержится подробный и до сих пор не утративший значения лингвистический анализ Слова о полку Игореве, Моления Даниила Заточника и ряда других памятников древнерусской письменности.
Похоронен в Москве на Новодевичьем кладбище (участок № 8).

## Награды и премии
- три ордена Ленина (1944; 10.06.1945; 1953)
- Сталинская премия первой степени (1947) — за научный труд «Очерки по истории русского литературного языка старшего периода»
- Ленинская премия (1970 — посмертно) — за создание 17 томного Словаря современного русского литературного языка.

## Основные работы
- Обнорский С.П. Исследование о языке Минеи за ноябрь 1097 года // Изв. АН СССР. Отд-ние рус. яз. и словесности. – М., 1924. – Т. 29. –С. 167–226.
- Obnorskij S. Russisches сегодня // Ztschr. für slavische Philologie. – Leipzig, 1926. – Bd 3, H. ½. – S. 144–149
- Обнорский С.П. Именное склонение в современном русском языке. Вып. 1: Единственное число. // – Сб. Отд-ния рус. яз. и словесности АН СССР. – Л., 1927. – Т. 100, № 3 – 324 с.
- Обнорский С.П. Заметки по русской диалектологии (гл. 1) // Slavia. – Pr., 1929. – Roč. 8, seš. 4. – S. 837–852; (гл. 2–3) // Slavia, 1932. – roč. 11, seš. l. – S. 43–55.
- Обнорский С.П. Именное склонение в современном русском языке. – Л., 1930. – Вып. 2: Множественное число. – 411 с.
- Обнорский С.П. Русское правописание и язык в практике издательств // Изв. АН СССР. Отд-ние обществ. наук. – М., 1934. – № 6. – С. 455–483.
- Обнорский С.П. Орфография и язык // Рус. яз. в шк. – М., 1936. – № 2. – С. 3–4.
- Обнорский С.П. Основные принципы орфографической нормализации // Рус. яз. в шк. – М., – 1939. – № 5/6. – С. 5–13.
- Обнорский С.П. Ломоносов и русский литературный язык // Изв. АН СССР. Отд-ние лит. и яз. – М., 1940. – № 1. – С. 53–64.
- Обнорский С.П. Вопросы современной русской орфографии // Сов. педагогика. – М., 1944. – № 11/12. – С. 28–35.
- Обнорский С.П. Разработка русского языка за 25 лет // Изв. АН СССР. Отд-ние лит. и яз. – М., 1944а. – Т. 3, вып. 1. – С. 16–30.
- Обнорский С.П. Задачи Академии наук СССР в области изучения русского языка // Вест. АН СССР. – М., 1944б. – № 3/4. – С. 8–13.
- Обнорский С.П. Очерки по истории русского литературного языка старшего периода. – М.; Л., 1946. – 197 с.
- Обнорский С.П. Итоги научного изучения русского языка // Учен. записки Моск. ун-та. – М., 1946а. – Вып. 106: Роль русской науки в развитии мировой науки и культуры, Т. 3, кн. 1. – С. 3–21.
- Обнорский С.П. Пушкин и нормы русского литературного языка // Труды юбилейной научной сессии ЛГУ. Сер. филол. наук. – Л., 1946. – С. 86–98.
- Обнорский С.П. Очерки по морфологии русского глагола. – М., 1953. – 252 с.
- Обнорский С.П. Задачи орфографической комиссии // Рус. яз. в шк. – М., 1953а. – № 5. – С. 17–19
- Обнорский С.П. Правописание наречий и наречных сочетаний // Рус. яз. в шк. – М., 1954. – № 6. – С. 17–19.
- Обнорский С.П. [Рецензия] // Рус. яз. в шк. – М., 1956. – № 5. – С. 104–106. – Рец. на кн.: Русское литературное ударение и произношение. Опыт словаря-справочника / Под ред. Аванесова Р.И., Ожегова С.И.; Ин-т языкознания АН СССР. – М., 1955. – 578 с.
- Обнорский С.П. [Рецензия] // Изв. АН СССР. Отд-ние лит. и яз. – М., 1957. – Т. 16, вып. 4. – С. 366–369. – Рец. на кн.: Орфографический словарь русского языка. / Ин-т языкознания АН СССР. / М., 1956. – 1259 с.
- Обнорский С.П. К истории залогов в русском языке // Исследования по лексикологии и грамматике русского литературного языка. – М., 1961. – С. 168–171.
- Обнорский С.П. О значении префикса у- в русском языке // Русская историческая лексикология. – М., 1958. – С. 162–163.
- Обнорский С.П. Избранные работы по русскому языку. – М., 1960. –355 с[5].